# CD300C
CD300C (англ. CD300c molecule) – білок, який кодується однойменним геном, розташованим у людей на короткому плечі 17-ї хромосоми. Довжина поліпептидного ланцюга білка становить 224 амінокислот, а молекулярна маса — 24 830.
| 10         |  | 20         |  | 30         |  | 40         |  | 50         |
| ---------- |  | ---------- |  | ---------- |  | ---------- |  | ---------- |
| MTARAWASWR |  | SSALLLLLVP |  | GYFPLSHPMT |  | VAGPVGGSLS |  | VQCRYEKEHR |
| TLNKFWCRPP |  | QILRCDKIVE |  | TKGSAGKRNG |  | RVSIRDSPAN |  | LSFTVTLENL |
| TEEDAGTYWC |  | GVDTPWLRDF |  | HDPIVEVEVS |  | VFPAGTTTAS |  | SPQSSMGTSG |
| PPTKLPVHTW |  | PSVTRKDSPE |  | PSPHPGSLFS |  | NVRFLLLVLL |  | ELPLLLSMLG |
| AVLWVNRPQR |  | SSRSRQNWPK |  | GENQ       |  |            |  |            |

A: Аланін

C: Цистеїн

D: Аспарагінова кислота

E: Глутамінова кислота

F: Фенілаланін

G: Гліцин

H: Гістидин

I: Ізолейцин

K: Лізин

L: Лейцин

M: Метіонін

N: Аспарагін

P: Пролін

Q: Глутамін

R: Аргінін

S: Серин

T: Треонін

V: Валін

W: Триптофан

Кодований геном білок за функцією належить до рецепторів. 
Задіяний у такому біологічному процесі, як імунітет. 
Локалізований у клітинній мембрані, мембрані.